# William Tecumseh Sherman
 "General Sherman" omdirigeres hertil. For træet opkaldt efter generalen, se General Sherman (træ).
William Tecumseh Sherman (8. februar 1820 – 14. februar 1891) var en amerikansk general, forretningsmand, underviser og forfatter. Under Den Amerikanske Borgerkrig var han general i Nordstaternes hær.
Sherman gjorde tjeneste under general Ulysses S. Grant i 1862 og 1863 under kampagnen, som førte til erobringen af Sydstaternes fæstning Vicksburg ved Mississippifloden. Herefter deltog han i slaget ved Chattanooga, som fjernede Sydstaternes sidste fodfæste i Tennessee. I foråret 1864 efterfulgte Sherman Grant som øverstkommanderende for de vestlige hære. Herefter fulgte kampagnen, som han nok mest huskes for: Shermans march til havet. Efter at være stødt frem fra Chattanooga i Tennessee til Atlanta i Georgia, have belejret og erobret byen, fortsatte hans hær til Atlanterhavskysten, hvilket skar Sydstaterne midt over. Undervejs ødelagde hæren alt, hvad der kunne bruges ved krigsproduktion, og her er således et tidligt eksempel på total krig. Militærhistorikeren Basil Liddell Hart betegnede Sherman som ”den første moderne general” .
I slutningen af krigen førte han sine hære nordpå igennem South og North Carolina samt Virginia og var på den måde stærkt involveret i Sydstaternes endelige nederlag i april 1865.
Efter Den Amerikanske Borgerkrig blev Sherman udnævnt til øverstbefalende for den amerikanske hær. I denne egenskab var han én af hjernerne bag den endelige nedkæmpelse af de oprindelige amerikanere, hvor han fulgte den samme hensynsløse taktik som mod Sydstaterne.
Sherman fastholdt stædigt, at han ikke ville gå ind i politik, og i stedet skrev han sine erindringer, som blev udgivet i 1875. De er én af de bedste førstehåndsberetninger om Den Amerikanske Borgerkrig.

## Tidlige år
Sherman blev født i Lancaster i Ohio i 1820. Hans far, Charles Robert Sherman, var en succesfuld jurist, som sad i Ohios højesteret og opkaldte ham efter den berømte Shawnee-høvding Tecumseh. Faderen døde uventet i 1829, og hans mor stod nu med 11 børn og ingen penge. Den 9-årige Sherman blev opfostret af en ven og nabo af familien, juristen Thomas Ewing, et prominent medlem af Whigpartiet som var medlem af Senatet i Washington D.C. og den første indenrigsminister i USA. Sherman var langt ude i familie med den politisk indflydelsesrige Baldwin, Hoar & Sherman familie og blev en beundrer af én af USA’s grundlæggere Roger Sherman.
Shermans familie var i princippet medlemmer af den episkopale kirke i USA, men han var ikke blevet døbt. Hans plejefamilie var troende katolikker: Maria Ewing, var af irsk afstamning, og hendes mand Thomas var konverteret. Hun insisterede på, at Tecumseh Sherman skulle døbes af en katolsk præst. En dominikanermunk valgte døbenavnet William, fordi dåben fandt sted den 25. juni, hvor man fejrer helgenen William of Montevergine. Sherman gik aldrig i kirke , og privat brugte han aldrig navnet William; hans familie og venner kaldte ham altid for Cump.
Hans ældre bror Charles blev føderal dommer. Én af hans yngre brødre, John, blev senator og kabinetssekretær. En anden yngre bror, Hoyt, blev en succesfuld bankmand. To af hans fosterbrødre blev generalmajorer i unionshæren under borgerkrigen: Hugh Boyle Ewing, som senere blev ambassadør og forfatter, og Thomas Ewing, Jr., som senere blev forsvarer i krigsretten mod præsident Lincolns attentatmænd.

### Militær træning og tjeneste
Senator Ewing sikrede den 16-årige Sherman en plads på West Point, hvor han delte rum og blev gode venner med en anden betydningsfuld general i borgerkrigen, George H. Thomas. På West Point klarede Sherman sig fint akademisk, men var ligeglad med straffe for småforseelser. General William Rosecrans, som var kadet sammen med Sherman, mindedes senere Sherman på West Point som "én de kvikkeste og mest populære fyre" og "en rødhåret fyr med strålende øjne, som altid var parat til løjer af enhver slags" Om sin tid på West Point har Sherman kun følgende at sige i sine Memoirs:
| Citat | På militærakademiet blev jeg ikke betragtet som en god soldat, for på intet tidspunkt blev jeg udvalgt til nogen særlig post. Jeg forblev menig igennem alle 4 år. Dengang som nu var nydelig påklædning og manerer samt fuld overholdelse af reglerne de nødvendige kvalifikationer for at blive udvalgt, og jeg formoder, at jeg ikke var særlig fremragende på nogen af disse områder. Ved undervisningen havde jeg altid et respektabelt ry blandt lærerne og vurderedes at være blandt de bedste, især i tegning, kemi, matematik og naturfilosofi. Mine strafpunkter udgjorde omkring 150 om året, hvilket reducerede min endelige placering i klassen fra nr. 4 til nr. 6. | Citat |
|       | |       |

Efter eksamen i 1840 gik Sherman ind i hæren som sekondløjtnant i det 3.U.S. Artillery og kom i kamp under den anden Seminole krig. Han blev senere udstationeret i Georgia og South Carolina. Som fostersøn af en prominent politiker bevægede den populære løjtnant Sherman sig i de højeste sociale kredse i det gamle Syden.
Mens mange af hans kolleger kom i kamp i den Mexicansk-amerikanske krig, udførte Sherman administrative opgaver i det erobrede område Californien. Han og hans kollega løjtnant Edward Ord nåede byen Yerba Buena to dage, før dens navn blev ændret til San Francisco. I 1848 ledsagede Sherman militærguvernøren i Californien, oberst Richard Barnes Mason, på den inspektionstur, som officielt bekræftede, at der var fundet guld i området, og var på den måde med til at sætte gang i den californiske guldfeber. Sherman fik en midlertidig forfremmelse til kaptajn for sin ”meritgivende tjeneste”, men han blev nedtrykt over ikke at få kampopgaver, og det kan have bidraget til hans beslutning om at forlade tjenesten. Sherman var én af de ret få højtrangerende officerer i borgerkrigen, som ikke havde kæmpet i Mexico.

### Ægteskab og forretningskarriere
I 1850 blev Sherman forfremmet til kaptajn og giftede sig med Thomas Ewings datter, Eleanor Boyle ("Ellen") Ewing. Ellen var ligesom sin mor troende katolik, og deres 8 børn blev opdraget i denne tro. Én af deres døtre, Eleanor, blev gift med Alexander Montgomery Thackara i general Shermans hjem i Washington D.C. den 5. maj 1880. Én af Shermans sønner blev jesuitterpræst i 1879 til faderens store ubehag og sorg.
I 1853 forlod Sherman hæren og blev direktør for en bank i San Francisco. Han vendte tilbage til San Francisco på et tidspunkt, hvor Vesten var et stort virvar. Han overlevede to forlis og flød igennem San Franciscos Golden Gate på en synkende tømmerbåd, der havde bunden i vejret. Sherman fik med tiden astma af stress i byens brutale finansielle klima. Sent i livet skrev Sherman om sin tid i det vanvittigt ejendomsspekulerende San Francisco: Jeg kan håndtere 100.000 mand i kamp og erobre Solens by, men jeg er bange for at styre en grund i San Franciscos sump. I 1856 gjorde han tjeneste som generalmajor i staten Californiens milits.
Shermans bank gik fallit under den finansielle krise i 1857, og han gik over til at være sagfører i Leavenworth i Kansas, hvilket han heller ikke havde succes med.

### Universitetsinspektør
I 1859 fik Sherman en stilling som den første inspektør ved Louisiana State Seminary of Learning & Military Academy i Pineville, Louisiana, et job som han fik tilbudt af major Don Carlos Buell og general G. Mason Graham. Han viste sig at være en effektiv og populær leder af denne institution, som senere blev til Louisiana State University (LSU). oberst Joseph P. Taylor, broder til den tidligere præsident Zachary Taylor, udtalte at "hvis man havde gennemtrævlet hele hæren fra ende til anden, ville man ikke have fundet nogen, som passede bedre til jobbet end Sherman."
Da han hørte om South Carolinas udtræden af De Forenede Stater, beskrev han, hvordan de kommende 4 år ville blive over for en nær ven, Professor David F. Boyd, som var en ivrig sydstatsmand fra Virginia:
| Citat | I folk fra Syden véd ikke, hvad I gør. Dette land vil blive gennemvædet af blod, og kun Gud ved, hvordan det ender. Det er en tåbelighed, vanvid, en forbrydelse mod civilisationen! I taler så let om krig, men véd ikke, hvad I taler om. Krig er en forfærdelig ting! I tager også fejl af folk nordfra. De er fredelige folk, men ærlige, og de vil også kæmpe. De vil ikke lade landet blive ødelagt uden at gøre en stor indsats for at redde det… Bortset fra det, hvor er de mænd og det krigsmateriel, som skal stå op imod dem? Norden kan lave en dampmaskine, et lokomotiv eller en jernbanevogn, mens I dårligt nok kan lave en meter klæde eller et par sko. I kaster jer ud i krig mod et af de stærkeste, mest mekaniserede og beslutsomme folk på jorden – lige på jeres dørtrin. I må nødvendigvis fejle. Kun i ånd og beslutsomhed er I forberedt på krig. Derudover er I fuldstændig uforberedt – og med en dårlig sag oven i købet. I starten vil I få fremgang, men efterhånden som jeres begrænsede ressourcer tørrer ud, afskåret fra markederne i Europa, som I vil blive det, vil jeres sag svinde. Hvis dine folk vil stoppe op og tænke, må de se, at i den sidste ende er I sikre på at fejle. | Citat |
|       | |       |

I januar 1861 lige før borgerkrigen brød ud, blev Sherman bedt om at modtage våben til statens milits fra Unionens arsenal i Baton Rouge, Louisiana. I stedet for at adlyde tog han sin afsked som inspektør og tog tilbage til Nordstaterne. Til guvernøren i Louisiana skrev han: ”Jeg vil under ingen omstændigheder tænke eller handle fjendtligt overfor De Forenede Stater” Han blev direktør for sporvognsselskabet i St. Louis en stilling, som han kun beholdt i nogle få måneder, indtil han blev kaldt til Washington, D.C.

## Tjeneste i borgerkrigen

### Bull Run
Sherman modtog en post som oberst i det 13. U.S. infanteriregiment den 14. maj 1861. Han var én af de få unionsofficerer, som udmærkede sig ved det Første slag ved Bull Run den 21. juli 1861, hvor han blev strejfet af kugler ved knæet og skulderen. Det katastrofale nederlag for Unionen førte til, at Sherman stillede spørgsmålstegn ved sin egen dømmekraft som soldat, og til hvad hans frivillige tropper kunne klare. Præsident Abraham Lincoln forfremmede ham til brigadegeneral med virkning fra 17. maj 1861, hvilket satte ham højere i rang end Ulysses S. Grant, hans fremtidige overordnede). Han fik tildelt kommandoen over hæren i Cumberland området i Louisville, Kentucky.

### Sammenbrud og Shiloh
Mens han var i Louisville, blev Sherman mere og mere pessimistisk med hensyn til krigen. Hans jævnlige klager til Washington D.C. om manglende forsyninger, og hans overvurdering af fjendens styrke fik den lokale presse til at betegne ham som skør. Han blev erstattet af Don Carlos Buell og overført til St. Louis, Missouri, hvor han i efteråret 1861 fik det, man nok i dag ville betegne som et nervøst sammenbrud.
Han blev sendt på orlov tilbage til Ohio for at komme sig. Mens han var hjemme, skrev hans kone Ellen til hans bror senator John Sherman efter råd og klagede over den melankolske galskab, som plager jeres familie. Sherman fik det hurtigt bedre og vendte tilbage til tjeneste under generalmajor Henry W. Halleck, kommandør over hæren i Missouri. Hallecks styrker havde netop vundet en stor sejr i slaget ved Fort Henry, men han havde sin tvivl om den kommanderende general på stedet, brigadegeneral Ulysses S. Grant, og dennes planer om at erobre Fort Donelson. Uden at Grant vidste noget om det, tilbød Halleck adskillige officerer, herunder Sherman, kommandoen over Grants hær. Sherman afslog, idet han sagde, at han foretrak af gore tjeneste under Grant, selv om han havde højere rang end ham. Sherman skrev til Grant fra Paducah, Kentucky , Giv mig en hvilken som helst styrke. Jeg er urolig for Dem, da jeg kender de udmærkede faciliteter, som står til sydstatshærens rådighed med hensyn til at koncentrere styrker ad floden eller jernbanen, men jeg har tiltro til Dem.
Efter at Grant var blevet forfremmet til generalmajor med kommando over Tennessee-hæren, tog Sherman en kort overgang over efter ham som leder af hæren i Cairo. Han fik sit ønske om at tjene under Grant opfyldt, da han den 1. marts 1862 blev tildelt i Tennessee-hæren som kommandør for 5. division. Hans første alvorlige test under Grant var under Slaget ved Shiloh. Det voldsomme angreb om morgenen den 6. april overraskede de fleste unionskommandører. Sherman især havde afvist de efterretningsrapporter, han havde fået fra militsofficerer. Han troede ikke på, at sydstatsgeneralen Albert Sidney Johnston ville forlade sin base i Corinth i Mississippi. Han forberedte sig på ingen måde på et angreb udover at forstærke sine vagtpatruljer. Måske ønskede han at undgå at virke alt for bekymret for at undgå den kritik, han fik i Kentucky. Han havde skrevet til sin kone, at hvis han tog flere forholdsregler, ville de kalde ham tosset igen.
Selv om han var uforberedt på angrebet, samlede Sherman sin division og foretog en ordnet kæmpende tilbagetrækning, som bidrog til at forhindre en katastrofal flugt. Da han ved dagens slutning fandt Grant under et egetræ, mens denne røg på sin cigar, oplevede han, hvad han med sine egne ord kaldte et klogt og pludseligt indfald om ikke at tale om tilbagetrækning. I stedet, i hvad der blev én af krigens mest berømte samtaler, sagde Sherman blot: Nå Grant, det har været en forbandet dag, ikke sandt?. Grant kiggede op: Jo, svarede han og pustede røg ud, men i morgen slår vi dem. Sherman ville vise sig at være værdifuld under modangrebet den næste morgen. Han blev såret både i hånden og i skulderen og fik 3 heste skudt væk under sig. Hans indsats blev rost af Grant og Halleck, og efter slaget blev han forfremmet til generalmajor med virkning fra 1. maj 1862..

### Vicksburg og Chattanooga
Sherman udviklede nære personlige bånd til Grant igennem de to år, de gjorde tjeneste sammen. Kort tid efter Shiloh overtalte Sherman Grant til ikke at træde ud af hæren, trods de alvorlige vanskeligheder, han havde med sin overordnede, general Halleck. Sherman brugte et eksempel fra sit eget liv: Før slaget ved Shiloh, blev jeg nedslået blot ved at en avis kaldte mig skør, men et enkelt slag gav mig et nyt liv, og nu føler jeg mig højt oppe. Han fortalte Grant, at hvis denne forblev i hæren, kan et lykketræf på ny bringe dig ovenpå Begge de to officerers karrierer tog et kraftigt sving opad efterfølgende. Sherman udtalte senere de berømte ord om, at Grant stod mig bi da jeg var skør, og jeg stod ham bi, da han var fuld, og nu står vi hinanden bi altid.
Sherman opnåede blandede resultater i 1862. I december 1862 led styrker under hans kommando et alvorligt tilbageslag under slaget ved Chickasaw Bayou, lige nord for Vicksburg, Mississippi. Snart efter fik hans XV Corps ordre til at gå sammen med generalmajor John A. McClernand i dennes vellykkede angreb på Arkansas Post. Det blev anset for at være en politisk motiveret forstyrrelse af kampagnen for at erobre Vicksburg. Inden Vicksburg kampagnen i foråret 1863 udtrykte Sherman alvorlige betænkeligheder ved Grants uortodokse strategi, men han gjorde en god figur under Grants ledelse. Efter Vicksburgs overgivelse blev Sherman forfremmet til brigadegeneral i den regulære hær.
Under slaget ved Chattanooga i november 1863 skulle Sherman, der nu var kommandør for Tennesseee-hæren, erobre Missionary Ridge. Ved en fejl indtog han i stedet Billy Goat Hill, som var adskilt fra Missionary Ridge af en slugt fyldt med klippeblokke. Da han forsøgt at angribe ved Tunnel Hill, blev hans tropper gentagne gangs slået tilbage af Patrick Cleburnes tunge division, der var den bedste enhed i Braxton Braggs hær. Shermans indsats blev overskygget af George Henry Thomas' vellykkede angreb mod midten af sydstatshærens linje, et angreb, som oprindelig var tænkt som en afledningsmanøvre.

### Georgia
Trods de blandede resultater beholdt Sherman Grants fortrolighed og venskab. Da Lincoln kaldte Grant østpå i foråret 1864 for at overtage kommandoen over alle Unionens hære, udpegede Grant Sherman (som hans soldater på daværende tidspunkt kaldte Uncle Billy) som sin efterfølger som øverstkommanderende for hærene i det vestlige operationsområde. Mens Grant overtog kommandoen over den østlige hær, Potomac-hæren, skrev Sherman til ham og skitserede sin strategi for en afslutning af krigen og afsluttede med hvis du kan slå Lee, og jeg kan marchere ud til Atlanterhavet, tror jeg, at gamle onkel Abe vil give os 3 ugers orlov til at se familien.
Sherman invaderede staten Georgia med 3 hære – den 60.000 mand stærke Cumberland-hær under George Henry Thomas, den 25.000 mand stærke Tennessee-hær under James B. McPherson, og den 13.000 mand stærke Ohio-hær under John M. Schofield. Han gennemførte en lang kampagne, hvor han manøvrerede gennem bjergrigt terræn mod sydstatsgeneralen Joseph E. Johnstons Tennessee-hær. Kun i slaget ved Kennesaw Mountain forsøgte han et direkte angreb, og det blev en katastrofe. Den forsigtige sydstatsgeneral Johnston blev erstattet med den mere aggressive John Bell Hood, som var så letsindig at udfordre Sherman i åbent terræn.
Shermans Atlanta-kampagne sluttede den 2. september 1864, da byen blev erobret. Efter at have beordret alle civile ud af byen beordrede han byen brændt af. Dette kom til at danne mønster for hans hæres fremtidige adfærd. Erobringen af Atlanta gjorde Sherman kendt af alle i Nordstaterne og hjalp med til at sikre Lincolns genvalg i november 1864, et genvalg som havde forekommet tvivlsomt tidligere på året, hvor Demokraternes kandidat, den tidligere øverstkommanderende for Unionens hære, George B. McClellan stod til at vinde på et program, som forlangte fredsforhandlinger baseret på anerkendelse af Sydstaternes uafhængighed. Erobringen af Atlanta på dette tidspunkt kan således have været Shermans største bidrag til at opretholde Unionen. Sherman blev belønnet med en forfremmelse til generalmajor i den regulære hær.
Efter at have erobret Atlanta begyndte Sherman sin march mod syd, idet han hævdede, at han kunne få Georgia til at hyle. I starten så han bort fra, at Hoods hær var på vej ind i Tennessee og sagde, at hvis Hood ville gå mod nord, ville han gerne give ham rejseproviant, for hans mål var mod syd. Han måtte dog hurtigt sende en hær tilbage for at tage hånd om Hood. Sherman marcherede til havnen i Savannah med 62.000 mænd. Hæren forsynede sig fra området og forårsagede efter hans egen vurdering skader på over 100 mio. dollars undervejs. Sherman kaldte denne barske taktik for hard war, hvad der i dag er kendt som total krig. Ved slutningen af denne kampagne, som er kendt som Shermans march til havet, erobrede hans tropper Savannah den 22. december 1864. Sherman telegraferede derefter til Lincoln og tilbød ham byen som en julegave.
Shermans succes i Georgia fik bred dækning i Nordstaternes aviser på et tidspunkt, hvor det lod til, at Grant havde svært ved at gøre fremskridt i sin kamp mod sydstatsgeneralen Robert E. Lee's Army of Northern Virginia. Et lovforslag blev forelagt kongressen om at forfremme Sherman til samme rang som Grant – generalløjtnant, formentlig med tanke på at lade ham erstatte Grant som øverstkommanderende. Sherman skrev både til sin bror senator John Sherman og til general Grant hvor han kraftigt tog afstand fra en sådan forfremmelse.

### Op gennem South og North Carolina
I foråret 1865 beordrede Grant Sherman til at sætte sin hær på dampskibe og slå sig sammen med ham mod Lee i Virginia. Sherman overtalte Grant til at lade ham marchere nordpå gennem South og North Carolina og undervejs ødelægge alt, hvad der havde militær værdi, som han havde gjort det i Georgia. Han var især interesseret i at ramme South Carolina, som var den første stat, der trådte ud af unionen, på grund af den effekt det ville have på moralen i Sydstaterne. Hans hær fortsatte op gennem South Carolina og mødte kun svag modstand fra general Joseph E. Johnstons tropper. Da Johnston hørte, at Shermans hær rykkede frem på corduroy-veje gennem Salkehatchie sumpen med en fart af 20 km om dagen, erklærede han, at en sådan hær har ikke eksisteret siden Julius Cæsars dage.
Sherman erobrede South Carolinas hovedstad (Columbia) den 17. februar 1865. Det begyndte at brænde om aftenen, og om morgenen var det meste af byens centrum ødelagt. Afbrændingen af Columbia har været kontroversiel lige siden. Nogle hævder, at brandene skyldtes uheld, nogle at det var overlagt hævn og andre igen, at det var flygtende sydstatstropper, som afbrændte bomuldsballer på vej ud af byen. Lokale Lumbee-indianere guidede Shermans hær over Lumber floden i styrtende regnvejr og ind i North Carolina. Ifølge Sherman var rejsen over Lumber floden og gennem sumpene og åerne i Robeson County den værste fremrykning, han nogensinde havde oplevet. Derefter forårsagede hans tropper kun beskeden skade på infrastrukturen.
Kort tid efter hans sejr over Johnstons tropper i slaget ved Bentonville mødtes Sherman med Johnston ved Bennet Place i Durham i North Carolina i for at forhandle sydstatshærens overgivelse. Efter pres fra Johnston og Sydstaternes præsident Jefferson Davis tilbød Sherman gode betingelser, som omfattede både politiske og militære forhold – selv om han ingen bemyndigelse havde til det fra hverken Grant eller regeringen. Regeringen i Washington DC afslog at opfylde betingelserne, hvilket afstedkom en langvarig fejde mellem Sherman og krigsminister Stanton. Forvirringen fortsatte indtil den 26. april 1865, hvor Johnston på trods af sine instrukser fra præsident Davis gik ind på rent militære betingelser og formelt overgav sin hær og alle Sydstaternes styrker i North og South Carolina, Georgia og Florida.

### Slaveri og ligestilling
Selv om han blev modstander af slaveriet i De Forenede Stater, var Sherman ikke en abolitionist inden krigen, og ligesom mange fra hans tid og med hans baggrund troede han ikke på "lighed for negrene". Hans militære kampagner i 1864 og 1865 frigav mange slaver, som hilste ham som en ny Moses eller Aron" og sluttede sig til hans marcher gennem Georgia og nordpå i titusindtal, hvor de ydede store tjenester med hensyn til forsyninger og som pionerer. Imponeret af deres flid og loyalitet blev Sherman hurtigt interesseret i de frigivne slavers fremtid og forbedring af deres leveforhold.
Den 12. januar 1865 mødtes Sherman med krigsminister Stanton og 20 lokale sorte ledere i Savannah. Efter at Sherman havde forladt mødet, udtalte Garrizon Freazier, en baptistpræst, som svar på et spørgsmål om det sorte samfunds følelser, at:
| Citat | Inden hans ankomst så vi general Sherman som en mand, der var udvalgt af Gud til netop at løse denne opgave, og vi følte alle en uudsigelig taknemmelighed mod ham, og betragtede ham som en mand, som skulle æres for sin trofaste opfyldelse af sin pligt. Nogle af os tog hen for at besøge ham straks efter hans ankomst, og det er sandsynligt, at han ikke mødte krigsminister Stanton med større venlighed end den, han viste os. Hans adfærd og holdning over for os viste, at han var en ven og en gentleman. | Citat |
|       | |       |

Fire dage senere udstedte Sherman sin Special Field Order No. 15. Denne ordre muliggjorde, at 40.000 frigivne slaver og sorte flygtninge kunne bosættes på land eksproprieret fra hvide landejere i South Carolina, Georgia og Florida. Sherman udpegede brigadegeneral Rufus Saxton, en abolitionist fra Massachusetts som tidligere havde været ansvarlig for rekruttering af sorte soldater, til at gennemføre planen. Disse ordrer, som blev grundlaget for påstanden om, at unionsregeringen havde lovet frigivne slaver 40 acres jord og et muldyr, blev senere på året ophævet af præsident Andrew Johnson.

## Strategier
General Sherman havde blandet succes som taktiker, og hans efterladte militære arv baserer sig især på hans forståelse af logistik og hans dygtighed som strateg. Den indflydelsesrige engelske militærhistoriker og teoretiker fra det 20. århundrede B.H. Liddell Hart vurderede Sherman som én af de mest betydningsfulde strateger gennem tiderne på linje med Scipio, Belisar, Napoleon, T. E. Lawrence og Rommel. Liddell Hart mente, at Sherman var en mester i at føre krig gennem manøvrer, også kendt som det indirekte princip, som han viste det i sin serie af retningsskift mod Johnston i Atlanta kampagnen. Liddell Hart hævdede også, at studiet af Shermans kampagner havde bidraget betydeligt til hans egen bog Theory of strategy and tactics in mechanized warfare, som igen havde påvirket Heinz Guderians Blitzkrieg-doktrin og Rommels brug af kampvogne under 2. verdenskrig.
Shermans største bidrag til krigen, strategien om total krig, som blev bifaldet af general Grant og præsident Lincoln, har givet anledning til megen kontrovers. Sherman selv nedtonede sin rolle og sagde ofte, at han blot fulgte sine ordrer, så godt han kunne, for at opfylde Grants overordnede plan for afslutning af krigen.

### Total krigsførelse
Ligesom Grant var Sherman overbevist om, at Sydstaternes strategiske, økonomiske og psykologiske evne til at føre krig måtte ødelægges fuldstændigt for at bringe krigen til ende. Derfor troede han på, at Unionen måtte gennemføre krigen som en erobringskrig og anvende den brændte jords taktik for at knække ryggen på Konføderationen. Det var det, han kaldte hård krig.
Shermans fremrykning gennem Georgia og South Carolina var kendetegnet ved en vidtgående ødelæggelse af civile forsyninger og infrastruktur. Selv om plyndring officielt var forbudt, er historikerne uenige om, hvor håndfast disse regler blev håndhævet. Hastigheden og effektiviteten med hvilken Shermans hær kunne forårsage ødelæggelse var imponerende. Metoden med at bøje jernbaneskinner rundt om træer og efterlade dem som såkaldte Shermans tørklæder gjorde reparation vanskelig. Beskyldninger om, at man gik efter civile og begik krigsforbrydelser under marchen, gjorde Sherman til en kontroversiel person helt frem til i dag, især i Syden.
Skaderne forårsaget af Sherman var næsten udelukkende begrænset til ødelæggelse af ejendom. Selv om der ikke findes præcise tal, lader det til, at tabet af civile var meget lavt. Opbruge forsyninger, ødelæggelse af infrastruktur og undergravning af moralen var Shermans udtalte mål, og adskillige af hans samtidige fra Syden noterede sig dette og kommenterede det. F.eks. udtalte den i Alabama fødte Henry Hitchcock, som gjorde tjeneste i Shermans stab, at ”det er en forfærdelig ting at opbruge forsyninger og ødelægge livsgrundlaget for tusinder af mennesker”, men hvis den brændte jords strategi hjalp til med at ”paralysere de mænd og fædre, som kæmper… er det nådefuldt i den sidste ende”.
Omfanget af ødelæggelser udført af unionstropper var væsentligt større i South Carolina end i Georgia og North Carolina. Det lader til at have været et resultat af den vrede, som både soldater og officerer i unionshæren følte overfor den stat, som de anså for at være anstifteren af oprøret. Én af de mest alvorlige anklager mod Sherman var, at han tillod sine tropper at afbrænde byen Columbia. Historikeren James M. McPherson, hævder imidlertid at:
| Citat | Det grundigste og mest neutrale studie af denne kontrovers lægger skylden på alle parter i forskellig grad – inklusive Sydstaternes autoriteter for den manglende orden, der var karakteristisk for evakueringen af Columbia, hvor tusindvis af baller med bomuld blev efterladt på gaderne, nogle af dem i brand, foruden store kvanta af alkohol ... Sherman brændte ikke Columbia af med overlæg; hovedparten af Unionens soldater, inklusive generalen selv, arbejdede gennem hele natten for at få slukket flammerne. | Citat |
|       | |       |

### Moderne vurdering
Efter Atlantas erobring i 1864 beordrede Sherman byen evakueret. Da byrådet appellerede til ham om at trække ordren tilbage, fordi det ville være besværligt for kvinder, børn, ældre og andre, som ikke havde nogen del i krigsførelsen, sendte Sherman et svar, i hvilket han forsøgte at give udtryk for sin holdning om, at en varig fred kun ville være mulig, hvis Unionen blev genskabt, og at han derfor var parat til at gøre alt for at slå oprøret ned:
| Citat | De kan ikke beskrive krig i mere brutale vendinger, end jeg kan. Krig er grusomhed, og De kan ikke rense den, og de, som bragte krigen ind i jeres land, fortjener alle de besværgelser og forbandelser, et folk kan udgyde. Jeg ved, at jeg ikke havde nogen del i at starte denne krig, og jeg véd, at jeg vil bringe større ofre i dag end nogen af jer for at sikre fred. Men I kan ikke have fred og samtidig en deling af jeres land. Hvis De Forenede Stater går med til en deling nu, vil det ikke ende her, men fortsætte, indtil vi får samme skæbne som Mexico, som er evig krig. [...] Jeg ønsker fred, og jeg tror, at den kun kan nås gennem union og krig, og jeg vil altid føre krig med henblik på fuldstændig og hurtig succes. Men mine kære herrer, når freden indtræder, må De henvende Dem til mig om hvad som helst. Da vil jeg dele den sidste kiks med Dem og våge med Dem for at beskytte Deres hjem og familier mod fare fra enhver kant. | Citat |
|       | |       |

Litteraturkritikeren Edmund Wilson fandt, at Shermans ”Memoirs” var en fascinerende og urovækkende beskrivelse af en appetit for krig som vokser for hver bid af Syden USA’s tidligere forsvarsminister Robert McNamara henviser flertydigt til udsagnet om, at krig er grusomhed, og De kan ikke rense den (war is cruelty and you cannot refine it) både i bogen Wilson's Ghost og i et interview med ham til filmen The Fog of War.
Nogle moderne kritikere har fordømt Shermans holdning som proto-totalitarisme og som et forvarsel om inhumaniteten i de store krige i det 20. århundrede.
På den anden side, når man sammenligner Shermans brændt jord-kampagner med den britiske hærs handlinger under den anden boerkrig i 1899-1902, en anden krig hvor civile blev til et mål på grund af deres rolle i at understøtte en væbnet modstand, lader det ifølge den sydafrikanske historiker Hermann Giliomee til, at det ser ud til, at Sherman fandt en bedre balance end de britiske ledere mellem strenghed og tilbageholdenhed, når det drejede sig om at vælge handlinger, der svarede til de legitime behov. Beundringen for general Sherman fra forskere såsom Victor Davis Hanson, B.H. Liddell Hart, Lloyd Lewis, og John F. Marszalek skyldes i høj grad det, de ser som en effektiv og principfast tilgangsvinkel til kravene i moderne krigsførelse.

## Efter krigen
I maj 1865, efter at de største sydstatshære havde overgivet sig, skrev Sherman et personligt brev:
| Citat | Jeg indrømmer uden skam, at jeg er syg og træt af at kæmpe – hæderen er kun måneskin, selv den mest lysende succes skinner kun over døde og mishandlede legemer, med sorg og klage fra fjerne familier, som beder mig om deres sønner, ægtemænd og fædre … det er kun dem, som aldrig har hørt et skud, aldrig har hørt skrig og stønnen fra de sårede og lemlæstede … som råber på mere blod, mere hævn, mere trøstesløshed. | Citat |
|       | |       |

Den 25. juli 1866 oprettede kongressen den nye rang General of the Army til Grant og forfremmede Sherman til generalløjtnant. Da Grant blev præsident i 1869, blev Sherman udpeget til øverstkommanderende for USA’s hær. Efter John A. Rawlins død var Sherman midlertidig krigsminister i en måned. Hans tid som øverstkommanderende general var præget af politiske vanskeligheder, og fra 1874-1876 flyttede han sit hovedkvarter til St. Louis i et forsøg på at slippe væk fra dem. En af de vigtigste ting, han foretog sig som øverstkommanderende, var at grundlægge det, som i dag hedder Command and General Staff College ved Fort Leavenworth.
Shermanss vigtigste opgave som øverstkommanderende general var at beskytte opbygningen og driften af jernbanerne mod angreb fra fjendtlige indianere. I sine kampagner mod indianerstammerne gentog han strategien fra borgerkrigen og prøvede ikke alene på at besejre krigerne, men også at på at ødelægge de ressourcer, som gjorde, at de kunne føre krig. Denne politik omfattede en kraftig reduktion i antallet af bisonokser, som var den primære føde for indianerne på prærien. Trods sin barske behandling af de krigsførende stammer var Sherman en højlydt modstander af de spekulanter og embedsmænd, som ikke behandlede indianerne rimeligt i reservaterne.
I 1875 udgav Sherman sine erindringer i to bind. Ifølge kritikeren Edmund Wilson, havde Sherman en:
| Citat | veltrænet evne til at udtrykke sig, og var, som Mark Twain siger, en mesterlig fortæller. [I hans Memoirs] er hans beskrivelse af sine aktiviteter før krigen og gennemførelsen af de militære operationer tilpas afvekslende og har den rette dosis livlighed gennem anekdoter og personlige oplevelser. Vi gennemlever hans kampagner […] i selskab med Sherman selv. Han fortæller os, hvad han tænkte og følte, og forsøger ikke at lade, som om han havde holdninger eller følelser, som han ikke havde. | Citat |
|       | |       |

Den 19. juni 1879 holdt Sherman sin berømte ”Krig er Helvede”-tale for afgangsklassen fra Michigan Military Academy og en folkemængde på mere end 10.000 ,som var forsamlet: ”Der er mange drenge her i dag, som ser på krig som hæder og ære, men drenge: det er et rent helvede”
Sherman trådte tilbage som øverstkommanderende den 1. november 1883 og lod sig pensionere fra hæren den 8. februar 1884. Han levede det meste af sine sidste år i New York City. Han var interesseret i teater og amatørmaleri og var efterspurgt som gæstetaler ved middage og banketter, hvor han ofte gav efter for sin hang til at citere Shakespeare. Sherman blev foreslået som Det republikanske Partis kandidat ved præsidentvalget i 1884, men afslog så tydeligt som muligt med ordene: "Hvis foreslået, vil jeg ikke opstilles; hvis nomineret, vil jeg ikke acceptere valg; hvis valgt, vil jeg jeg ikke regere."

## Død og eftermæle
Sherman døde i New York City. Den 19. februar 1891 blev der holdt en lille begravelsesceremoni I hans hjem. Derefter blev hans lig ført til St. Louis, hvor endnu en ceremoni blev afholdt den 21. februar 1891 i en lokal, katolsk kirke. Hans søn, Thomas Ewing Sherman, der var jesuitterpræst, stod for begravelsesmessen. General Joseph E. Johnston, Shermans modstander under krigen, var én af dem, som bar kisten. Det var en meget kold dag, og én af Johnstons venner, som var bekymret for generalens helbred, bad ham om at tage sin hat på. Johnstons berømte svar var: ”Hvis jeg var i Shermans sted og han i min, ville han ikke tage sin hat på”. Johnston blev alvorligt forkølet og døde en måned senere af lungebetændelse.
Sherman ligger begravet på Calvary Cemetery i St. Louis.
En statue af Sherman til hest står ved hovedindgangen til Central Park i New York City,
Den vigtigste amerikanske kampvogn under 2. verdenskrig hed M4 i USA, men blev af briterne kaldt M4 Sherman, og det er også det navn, den i dag er kendt under.

## Skrifter
- General Sherman's Official Account of His Great March to Georgia and the Carolinas, from His Departure from Chattanooga to the Surrender of General Joseph E. Johnston and Confederate Forces under His Command (1865)
- Memoirs of General William T. Sherman, Written by Himself (1875)
- Reports of Inspection Made in the Summer of 1877 by Generals P. H. Sheridan and W. T. Sherman of Country North of the Union Pacific Railroad (co-author, 1878)
- The Sherman Letters: Correspondence between General and Senator Sherman from 1837 to 1891 (posthumt, 1894)
- Home Letters of General Sherman (posthumt, 1909)
- General W. T. Sherman as College President: A Collection of Letters, Documents, and Other Material, Chiefly from Private Sources, Relating to the Life and Activities of General William Tecumseh Sherman, to the Early Years of Louisiana State University, and the Stirring Conditions Existing in the South on the Eve of the Civil War (posthumt, 1912)
- The William Tecumseh Sherman Family Letters (posthumt, 1967)
- Sherman at War (posthumt, 1992)
- Sherman's Civil War: Selected Correspondence of William T. Sherman, 1860 – 1865 (posthumt, 1999)

## Eksterne links
- U.S. Army Center of Military History
- William T. Sherman Family papers from the University of Notre Dame
- William Tecumseh Sherman Arkiveret 4. marts 2016 hos  Wayback Machine, from the Virtual Museum of the City of San Francisco Arkiveret 6. februar 2006 hos  Wayback Machine, concentrates on Sherman's time in California
- California military history Sherman's time in California, more info
- General William Tecumseh Sherman Arkiveret 14. september 2007 hos  Wayback Machine, from About North Georgia Arkiveret 5. august 2009 hos  Wayback Machine, concentrates on Sherman's time in Georgia
- Sherman House Museum Arkiveret 23. januar 2002 hos  Wayback Machine, at Sherman's birthplace in Lancaster, Ohio
- St. Louis Walk of Fame Arkiveret 20. juli 2006 hos  Wayback Machine
- Memoirs of General W. T. Sherman
- Digitized collection of letters between William Sherman and his brother Senator John Sherman
- William T. Sherman’s First Campaign of Destruction Arkiveret 30. september 2007 hos  Wayback Machine Article by Buck T. Foster
- Find-A-Grave profile for William Tecumseh Sherman